# Piper serotinum
Piper serotinum är en pepparväxtart som beskrevs av William Trelease. Piper serotinum ingår i släktet Piper och familjen pepparväxter. Inga underarter finns listade i Catalogue of Life.